# تكديس الفروع
تكديس الفروع (بالإنجليزية: Branch stacking)‏ هو مصطلح يستخدم في السياسة الأسترالية لوصف فعل تجنيد أو تسجيل أعضاء لفرع محلي لحزب سياسي لغرض رئيسي هو التأثير على نتيجة الاختيار الداخلي للمرشحين للمناصب العامة، أو التأثير بشكل غير عادي على سياسات الحزب.
أصبحت مزاعم مثل هذه الممارسات مثيرة للجدل في أستراليا بعد العديد من الاستفسارات أو الخلافات التي حظيت باهتمام وسائل الإعلام الرئيسية. لدى معظم الأحزاب السياسية الآن فقرات في دساتيرها للسماح بتدخل المكتب الرئيسي لحل مزاعم التكديس أو مزاعم التزوير الأخرى، مع فرض عقوبات على أولئك الذين ينخرطون فيها. يعتبر تكديس الفروع نفسه قانونيًا بموجب القانون الأسترالي نظرًا لأنه مسألة داخلية للحزب، ولكن يمكن مقاضاة بعض الأنشطة مثل تقديم معلومات خاطئة إلى مفوضية الانتخابات الأسترالية، مثل عدد الأعضاء، باعتبارها ممارسة احتيالية.
هناك عدة طرق قد يؤثر بها تكديس الفروع على طريقة اتخاذ القرارات داخل الأحزاب السياسية. على سبيل المثال، قد يسجل فصيل حزبي عدد من الأعضاء الذين ينتمون إلى الفصيل أو يوافقون على التصويت بالطريقة التي يأمر بها قادة الفصيل.

## حزب العمل الأسترالي
في حزب العمال الأسترالي، إلى جانب تكديس العضوية، هناك أسلوب آخر يتمثل في الاستفادة من الوضع المفضل للنقابات داخل الحزب، وخاصة التصويت المهم في مؤتمرات حزب العمل الحكومية والوطنية، والتي بدورها تحدد سياسة الحزب وتنتخب أصحاب المناصب الداخلية وعضوية اللجان. ويجوز للجان بدورها تحديد الاختيارات الأولية لمرشحي الأحزاب في الانتخابات. يحدد عدد الأعضاء في الاتحاد عدد المندوبين إلى المؤتمرات التي يحق لهم حضورها، ما يوفر فرصة للتكديس على مستوى الاتحاد، والذي يتدفق بعد ذلك إلى الأجهزة الأخرى في الحزب. هناك وسيلة أخرى للتكديس هي جناح العمل الشبابي في حزب العمل الأسترالي، والذي يرسل أيضًا مندوبين إلى مؤتمرات الحزب، ويحق له الحصول على مقعد في مجلس حزب العمل الأسترالي التنفيذي الوطني.
تحاول فصائل الحزب وما يسمى برجال الأرقام العمل داخل القواعد وأحيانًا خارجها لتعزيز قضاياهم ومكافأة مؤيديهم. وصف البعض قادة الفصائل ورجال الأرقام بأنهم رجال مجهولي الهوية من حزب العمال، والذين اتُهموا أيضًا بأنهم قوى دافعة لانتخاب قادة الحزب ووزراء الحكومة وعزل رؤساء الوزراء. عندما تلعب جميع الفصائل وفق النظام، لا يمكن إخبار وجهات النظر الحقيقية لأعضاء الحزب حول قضايا معينة. زعمت مراجعة هاوك-وارن لحزب العمل الأسترالي في عام 2002 أن تكديس الفروع، الذي تحركه إلى حد كبير الفصائل التي تسعى إلى توسيع نفوذها، كان له تأثير سرطاني على الحزب وتأثير مميت على نشاط الفرع، إذ لا يملك العديد من الأعضاء المعينين أي التزام تجاه الحزب.

## الحزب الليبرالي الأسترالي
ادعى المعلقون والمؤلفون الذين كانوا أو ما زالوا أعضاء في الحزب الليبرالي الأسترالي أن نشاطًا مماثلًا في فروعه كان له تأثير مماثل. حدث مثال حديث على تكديس الفروع المزعومة في الحزب الليبرالي عام 2017، إذ ادعى الليبراليون في فيكتوريا أن أعضاء من اليمين الديني للحزب كانوا يكدسون فروعًا مع المورمون والجماعات الكاثوليكية في محاولة لاختيار المرشحين الأكثر تحفظًا. أبلِغ عن حالة مماثلة عام 2019، مع مزاعم بأن أعضاء فصيل اليمين المتشدد التابع للحزب الليبرالي في سيدني كانوا يحاولون الانخراط في تكديس الفروع لتقويض دعم المنافسين من الفصائل، بما في ذلك أعضاء ليبراليين حاصلين على العديد من المقاعد الآمنة في الولاية والمقاعد الفيدرالية.
في عام 2021، كان يُفترض أن تكديس الفروع داخل الحزب الليبرالي غرب أستراليا كان عاملًا في هزيمة الحزب في انتخابات الولاية السابقة بعد تسريب رسائل من برنامج واتساب. أدى تكديس الفروع من قبل فصيل يسمى ذا كلان إلى تركيز المرشحين اليمينيين المتطرفين والمحافظين. من بين أعضاء ذا كلان ماتياس كورمان وإيان جودينو وبيتر كولير ونيك جويران. يعتقد رئيس الوزراء السابق كولين بارنيت أن هذا أثر سلبًا على نتيجة انتخابات الحزب وأن مراجعة داخلية للهزيمة الانتخابية وشيكة.